# Lucio Porcio Catone
Lucio Porcio Catone (in latino Lucius Porcius Cato; ... – 89 a.C.) è stato un politico e console romano.

## Biografia
Era figlio di Marco Porcio Catone Saloniano e quindi nipote di Marco Porcio Catone detto il Censore. Nell'anno 100 a.C. fu tribuno della plebe e tribuno militare nel 90 a.C. durante la guerra sociale. Nell'89 a.C. fu nominato console insieme a Gneo Pompeo Strabone. Fu ucciso durante il suo consolato, nell'inverno dell'89, nella battaglia del lago del Fucino combattuta contro i Marsi.
La morte di Lucio Porcio Catone avvenne in circostanze che non sono del tutto chiare. Sembra infatti che ad ucciderlo durante la battaglia sia stata una freccia scoccata dai Romani piuttosto che dai nemici. Secondo quanto riportato da alcuni storici sembra che l'ispiratore, se non addirittura l'esecutore materiale dell'uccisione di Lucio, sia stato Gaio Mario il Giovane, per punire Lucio che in precedenza ne aveva oltraggiato il padre.